# The Valley of Decision
El valle de la decisión es una película de 1916 dirigida por Rae Berger.	

## Argumento
A falta de argumento

## Otros créditos
- Color: Blanco y Negro
- Sonido: Muda